# Hendersonville (Tennessee)
Hendersonville è una città degli Stati Uniti d'America, nella contea di Sumner, nello Stato del Tennessee.
Celebre per essere il luogo del decesso di Roy Orbison e quello di sepoltura di June Carter Cash e Johnny Cash.

## Società

### Evoluzione demografica
Secondo il censimento del 2010, la popolazione era di 51,372 abitanti. La rilevazione effettuata dieci anni dopo, nel censimento del 2020, ha aggiornato il dato a 61 753 residenti.